# Jorge D'Alessandro
Pour les articles homonymes, voir Alessandro.
Roberto Jorge D'Alessandro Di Ninno, plus connu comme Jorge d'Alessandro, né le 28 juillet 1949 à Buenos Aires, est un footballeur argentin reconverti en entraîneur. Il jouait au poste de gardien de but.

## Biographie

### Joueur
Il est gardien de but du Club Atlético San Lorenzo de Almagro de 1968 à 1974.
En 1974, il est recruté par l'UD Salamanque avec qui il joue pendant dix saisons, dont neuf en première division. Il joue un total de 280 matchs en championnat avec Salamanque, ce qui constitue un record.

### Entraîneur
D'Alessandro effectue toute sa carrière d'entraîneur en Espagne. Il entraîne l'UE Figueres de 1990 à 1992, puis le Betis Séville lors de la saison 1992-1993.
Il entraîne ensuite l'Atlético de Madrid en première division de 1993 à 1995. Il dirige par la suite les joueurs de Salamanque, toujours en première division.
Il entraîne par la suite le club de Mérida de 1996 à 1998, puis celui d'Elche de 1999 à 2001. Il entraîne ensuite à nouveau l'équipe de Salamanque, puis le Rayo Vallecano de Madrid, puis à nouveau Salamanque.
Il entraîne enfin les clubs du Gimnàstic Tarragone (2011-2012) et de la Sociedad Deportiva Huesca (2012-2013).